# Sylvain Julien Victor Arend
Sylvain Julien Victor Arend (Robelmont, 6 agosto 1902 – 18 febbraio 1992) è stato un astronomo belga.
| Asteroidi scoperti: 51 | Asteroidi scoperti: 51 |
| ---------------------- | ---------------------- |
| 1127 Mimi              | 13 gennaio 1929        |
| 1171 Rusthawelia       | 3 ottobre 1930         |
| 1262 Sniadeckia        | 23 marzo 1933          |
| 1263 Varsavia          | 23 marzo 1933          |
| 1281 Jeanne            | 25 agosto 1933         |
| 1286 Banachiewicza     | 25 agosto 1933         |
| 1287 Lorcia            | 25 agosto 1933         |
| 1313 Berna             | 24 agosto 1933         |
| 1314 Paula             | 16 settembre 1933      |
| 1315 Bronislawa        | 16 settembre 1933      |
| 1348 Michel            | 23 marzo 1933          |
| 1352 Wawel             | 3 febbraio 1935        |
| 1563 Noël              | 7 marzo 1943           |
| 1565 Lemaître          | 25 novembre 1948       |
| 1570 Brunonia          | 9 ottobre 1948         |
| 1573 Väisälä           | 27 ottobre 1949        |
| 1576 Fabiola           | 30 settembre 1948      |
| 1579 Herrick           | 30 settembre 1948      |
| 1583 Antilochus        | 19 settembre 1950      |
| 1591 Baize             | 31 maggio 1951         |
| 1592 Mathieu           | 1º giugno 1951         |
| 1593 Fagnes            | 1º giugno 1951         |
| 1613 Smiley            | 16 settembre 1950      |
| 1625 The NORC          | 1º settembre 1953      |
| 1633 Chimay            | 3 marzo 1929           |
| 1639 Bower             | 12 settembre 1951      |
| 1640 Nemo              | 31 agosto 1951         |
| 1652 Hergé             | 9 agosto 1953          |
| 1683 Castafiore        | 19 settembre 1950      |
| 1717 Arlon             | 8 gennaio 1954         |
| 1787 Chiny             | 19 settembre 1950      |
| 1887 Virton            | 5 ottobre 1950         |
| 1916 Boreas            | 1º settembre 1953      |
| 1969 Alain             | 3 febbraio 1935        |
| 2084 Okayama           | 7 febbraio 1935        |
| 2109 Dhôtel            | 13 ottobre 1950        |
| 2231 Durrell           | 21 settembre 1941      |
| 2265 Verbaandert       | 17 febbraio 1950       |
| 2277 Moreau            | 18 febbraio 1950       |
| 2455 Somville          | 5 ottobre 1950         |
| 2513 Baetslé           | 19 settembre 1950      |
| 2538 Vanderlinden      | 30 ottobre 1954        |
| 2642 Vésale            | 14 settembre 1961      |
| 2666 Gramme            | 8 ottobre 1951         |
| 2689 Bruxelles         | 3 febbraio 1935        |
| 2866 Hardy             | 7 ottobre 1961         |
| 2973 Paola             | 10 gennaio 1951        |
| 3228 Pire              | 8 febbraio 1935        |
| 3346 Gerla             | 27 settembre 1951      |
| 3755 Lecointe          | 19 settembre 1950      |
| 3920 Aubignan          | 28 novembre 1948       |

Studiò all'Université libre de Bruxelles divenendo dottore in Scienze Fisiche e Matematiche. Nel 1928 iniziò a lavorare presso l'Osservatorio Reale del Belgio, istituzione cui rimase sempre legato e presso la quale fu direttore del Dipartimento di Astrometria e Meccanica Celeste fino al 1967. I suoi principali interessi vertevano sull'astrometria e sulla fotografia astrometrica.
Fu scopritore o co-scopritore di vari oggetti celesti tra cui la nova Scuti 1952, le comete C/1956 R1 Arend-Roland, 49P/Arend-Rigaux e 50P/Arend, nonché 51 asteroidi. Tra questi ultimi sono particolarmente significativi 1916 Boreas, che è un asteroide Amor, e 1583 Antilochus, che è un asteroide troiano.
Gli è stato dedicato l'asteroide 1502 Arenda .